# مجیرآباد
مجیرآباد یکی از روستاهای استان آذربایجان شرقی است که در دهستان چاراویماق مرکزی بخش مرکزی شهرستان چاراویماق واقع شده‌است.این روستا ۱۱۲ نفر جمعیت دارد.